# Plac Kościelny w Wałbrzychu
Plac Kościelny – plac położony w najstarszej części Wałbrzycha, obok Rynku.
Dawniejsze nazwy placu: Kirchplatz, Juliana Marchlewskiego.

## Historia
Plac datowany jest na około 1191 rok i związany jest z Sanktuarium Matki Boskiej Bolesnej. Ze względu na obecność sanktuarium na plac przybywali pielgrzymi, było to ważne miejsce kultu religijnego. W latach 1742–1788 obok sanktuarium stał ewangelicki dom modlitwy, który został wyburzony.
Plac w 2010 roku przeszedł gruntowny remont.

## Opis placu
Plac połączony jest z ulicą 1 Maja oraz skrzyżowaniem ulic Limanowskiego i Rycerskiej, a dla ruchu pieszego także z ulicami Straży Pożarnej, Kossaka, Pankiewicza, Kościelną.
Na placu znajdują się:
- kościół ewangelicki Zbawiciela
- sanktuarium Matki Boskiej Bolesnej
- dom nr 3 z 1776 roku (dawny szpital)
- plebania parafii ewangelicko-augsburskiej
- Pomnik Niepodległości z 2005 roku

W przeszłości na placu stały również inne pomniki:
- pomnik wojny francusko-pruskiej
- popiersie Juliana Marchlewskiego
- tablica pamiątkowa w hołdzie represjonowanym żołnierzom-górnikom.

### Przeznaczenie placu
Służy głównie do obchodów uroczystości państwowych.